# Lista de episódios de Z4

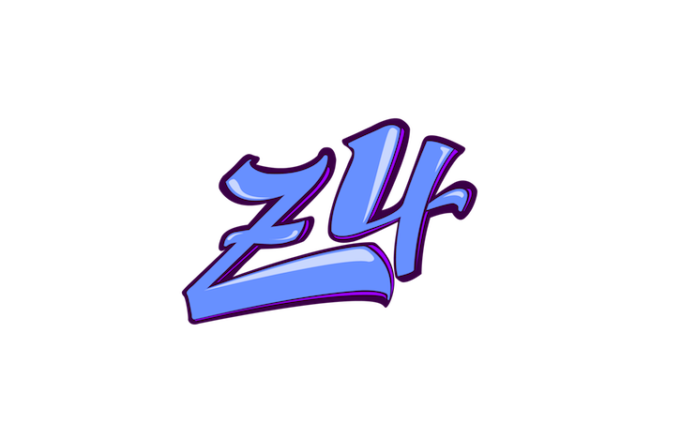
Logo oficial da série.

Veja abaixo a lista de episódios de Z4 (estilizado como z4) A série estreou no dia 25 de julho de 2018 no SBT, e 5 dias depois/dia 30 no Disney Channel. 
O elenco é composto porː Werner Schünemann, Apollo Costa, Gabriel Santana, Pedro Rezende, Matheus Lustosa, Manu Gavassi, Diego Montez, Clara Caldas, Marina Brandão e mais.

## Episódios
| Temporada | Temporada | Episódios | Exibição original    | Exibição original    |
| Temporada | Temporada | Episódios | Estreia de Temporada | Final de Temporada   |
| --------- | --------- | --------- | -------------------- | -------------------- |
|           | 1         | 26        | 25 de julho de 2018  | 29 de agosto de 2018 |

### 1ª temporada
| ## | #  | Título                            | Estreias             | Código de produção |
| --- | -- | --------------------------------- | -------------------- | ------------------ |
| 01 | 01 | "Um Cara pra chamar de Zé"        | 25 de julho de 2018  | 101                |
| Depois de ser expulso da festa de 10 anos do grupo que ajudou a criar, o produtor musical Zé Toledo resolve provar a todos que ainda é capaz de fazer sucesso. Ele quer dar a volta por cima. O caminho? Criar uma nova boy band. |    |                                   |                      |                    |
| 02 | 02 | "Todos ou nenhum"                 | 26 de julho de 2018  | 102                |
| Zé já bolou a fórmula de sucesso para sua nova boy band. Um cantor, um compositor, um dançarino e um líder carismático. Ele reúne quatro garotos talentosos e faz sua proposta. Ou todos entram no grupo, ou não existe grupo. |    |                                   |                      |                    |
| 03 | 03 | "Maestro Mozért"                  | 27 de julho de 2018  | 103                |
| Enzo é filho de uma reconhecida pianista clássica e toda sua formação musical foi pensada para que siga os passos da mãe. Quando pensa em desistir, Paulo, Luca e Rafael o convencem do contrário. Eles inventam uma história para que a mãe de Enzo permita sua participação. |    |                                   |                      |                    |
| 04 | 04 | "Confusões e Contusões"           | 30 de julho de 2018  | 104                |
| Zé reúne o grupo e seus familiares para fazer o anúncio oficial da formação da banda. Ele pega todos de surpresa quando diz que a partir de agora os quatro garotos vão morar em sua mansão: um internato artístico. Maha, o irmão mais novo de Luca, não aceita bem essa notícia. |    |                                   |                      |                    |
| 05 | 05 | "Expectativa x Realidade"         | 31 de julho de 2018  | 105                |
| Felizes com a ideia de morar numa mansão com piscina, estúdio e instrumentos musicais, Luca, Paulo, Enzo e Rafael têm um choque de realidade após a mudança. Enzo e Rafael se tornam parceiros na composição. Rafael vai fazer teatro para superar timidez, Paulo exibe suas habilidades na dança. |    |                                   |                      |                    |
| 06 | 06 | "Teteia"                          | 1 de agosto de 2018  | 106                |
| Rafael tenta mostrar suas letras de música para Zé, sem sucesso. Débora reclama da presença de Rafael em sua peça de teatro. Fátima costura as primeiras roupas do grupo, estilo anos 80. Felipe e Giovana se unem para acabar com a Z4. Zé resolve testar as habilidades vocais de Luca e Paulo e apresenta a primeira música do grupo: Teteia. |    |                                   |                      |                    |
| 07 | 07 | "A Perna Curta da Mentira"        | 2 de agosto de 2018  | 107                |
| Pâmela fica preocupada com a música do pai, mas ensaia com o grupo mesmo assim. Seguidores de Luca reclamam da ausência de vídeos no seu canal e fazem protesto em frente à mansão. Zé distribui funções aos integrantes da Z4. Pais de Enzo aparecem de surpresa na casa de Zé na primeira apresentação de Teteia. |    |                                   |                      |                    |
| 08 | 08 | "Z4 Subiu no Telhado"             | 3 de agosto de 2018  | 108                |
| Maria Lúcia e Humberto ficam indignados com Enzo se apresentando na Z4. Quando Enzo percebe a presença deles, foge de vergonha. Todos se mobilizam para encontrá-lo. Felipe e Giovana comemoram. Jéssica e Fátima dão abrigo ao garoto. |    |                                   |                      |                    |
| 09 | 09 | "Plano Micado"                    | 6 de agosto de 2018  | 109                |
| Enzo toma coragem para assumir seus sonhos e falar a verdade para os pais. Fátima faz uma grande mudança no visual dele. Paulo fica bravo quando descobre que Enzo dormiu na casa de sua mãe. Zé tenta provar para Maria Lúcia e Humberto de que é bom produtor e tem uma ideia genial para isso. |    |                                   |                      |                    |
| 10 | 10 | "Surpresa"                        | 7 de agosto de 2018  | 110                |
| Rafael surpreende com um texto para o final da peça de Débora. Ela passa a olhar Rafael com outros olhos. Giovana conta para Felipe que o plano deles fracassou. Judith coloca Zé na parede e fala tudo o que os garotos tentam lhe falar. Zé resolve buscar letras de compositores famosos. |    |                                   |                      |                    |
| 11 | 11 | "Quando o Universo Transpira"     | 8 de agosto de 2018  | 111                |
| Pâmela arma uma festa surpresa na república para Enzo e a Z4. Maha bola um plano para divulgar o grupo no canal de Luca. Indira faz leitura na borra de café para Judith saber se seu paquera virtual é uma boa pessoa. Pâmela faz ensaio livre e Z4 dança as músicas que gostam pela primeira vez. |    |                                   |                      |                    |
| 12 | 12 | "Tudo Para ser Perfeito"          | 9 de agosto de 2018  | 112                |
| Pâmela muda a festa para a mansão quando descobre a viagem de Zé ao Rio de Janeiro. Sem o chefe por perto, Z4 pode cantar e tocar as músicas que gostam. Giovana conta para Felipe que Zé viajou e ele sabota os planos de Zé para conseguir letras inéditas para a Z4. Zé resolve antecipar seu retorno e flagra a festa surpresa. |    |                                   |                      |                    |
| 13 | 13 | "Caiu na Rede"                    | 10 de agosto de 2018 | 113                |
| Giovana leva para Felipe imagens da Z4 cantando no evento. Ele resolve ficar com o celular dela para vazar o conteúdo na internet. Zé fica furioso ao ver o vídeo na rede e descobre sobre a festa. Giovana faz uma grande cena na oficina para dizer que seu celular foi roubado. Zé dá bronca em Pâmela, Débora defende a amiga. Rafael interfere e discute com Débora.                                                                               |    |                                   |                      |                    |
| 14 | 14 | "Família é Tudo"                  | 13 de agosto de 2018 | 114                |
| O vídeo da Z4 cantando música de Rafa e Enzo bomba na internet. Z4 vai até a casa de Fátima para falar sobre figurino. Carlos, pai desaparecido de Paulo, vê o vídeo da internet e se surpreende com o filho. Seu Alfredo dá um susto em todos. Indira e Mahatma renovam as energias da casa do Zé. |    |                                   |                      |                    |
| 15 | 15 | "O mini-guru ataca outra vez"     | 14 de agosto de 2018 | 115                |
| Rafa resolve desistir da banda para cuidar do avô. Leandro vai trabalhar na lanchonete de Alfredo e Emília. Carlos tenta se reaproximar da família que abandonou anos atrás, mas Fátima não gosta. Rafael e Alfredo têm uma conversa franca sobre felicidade e o futuro da banda. Maha faz tratamento de choque em Zé. Uma ligação inesperada muda o rumo da carreira da Z4.                                                                            |    |                                   |                      |                    |
| 16 | 16 | "O general da banda contra ataca" | 15 de agosto de 2018 | 116                |
| Sucesso do vídeo vazado na internet chama a atenção do Domingo Legal. Z4 vai aparecer na TV. Zé tem uma recaída em seus conceitos artísticos sobre o grupo, e retoma as ideias antiquadas. Malu e Humberto resolvem voltar ao Brasil para ficarem próximos de Enzo. Preparativos para a peça de Débora na oficina avançam. Carlos tenta se aproximar de Paulo. Giovana fica brava com Luca.                                                             |    |                                   |                      |                    |
| 17 | 17 | "Luz, Câmera, Ação!"              | 16 de agosto de 2018 | 117                |
| Z4 vai ao programa do Celso Portiolli e Zé obriga o grupo a usar o uniforme antigo. Diretor do programa diz que com essa roupa não tem apresentação. Fátima salva o dia. Paulo se destaca com o número de dança. Rafael compõe canção para Débora. Carlos vai ver Paulo na Oficina. Indira e Mahatma recebem visita inesperada. |    |                                   |                      |                    |
| 18 | 18 | "O espetáculo do amor"            | 17 de agosto de 2018 | 118                |
| Peça de Débora é um sucesso, com final romântico. Zé recebe primeira proposta de contrato para show da Z4. Cibele acaba com a paz na casa de Indira e Mahatma. Enzo vai jantar com os pais e tem mais uma decepção. Jéssica, Fátima voltam abatidas do encontro com Carlos. Marlon alerta Felipe de que as coisas não vão tão bem quanto ele acha. Zé faz uma grande besteira. Paulo se aproxima do pai.                                                |    |                                   |                      |                    |
| 19 | 19 | "Pré-estreia do Golpe"            | 20 de agosto de 2018 | 119                |
| Z4 se prepara para o show de estreia. Indira pressiona Mahatma para que ele se livre de Cibele. Malu e Humberto recebem uma boa notícia, que pode levar Enzo a morar em Londres com eles. Paulo e Luca se estranham. Giovana e Débora discutem na República. Zé, Pâmela e Z4 chegam na casa de shows e começam os preparativos. Carlos visita Alfredo e Emília. Imprevistos acontecem no show.                                                          |    |                                   |                      |                    |
| 20 | 20 | "O Primeiro Show Ninguém Esquece" | 21 de agosto de 2018 | 120                |
| Show de estreia da Z4 é um fiasco. Giovana descobre e se diverte com o fato. Zé tenta ir embora, mas Nardo lhe cobra a dívida do show. Zé volta pra casa, lê o contrato e descobre que entrou numa fria. Carlos incentiva Paulo a abandonar o grupo e seguir carreira solo. Giovana faz chantagem com o irmão. Ramiro consola Pâmela, que está desesperada com o futuro da Z4 e do pai. Zé tem uma ideia nova para salvar o grupo.                      |    |                                   |                      |                    |
| 21 | 21 | "Cão que Ladra também Morde"      | 22 de agosto de 2018 | 121                |
| Zé procura algo de valor que Luri lhe deu. Indira, Luca, Maha e Lucão visitam Zé. Carlos rouba informações do celular de Paulo. Mahatma tem conversa franca com Cibele e não consegue pedir para ela ir embora. Leandro conversa com Débora e Pâmela a respeito de Giovana. Malu e Humberto tentam aproximar Enzo de Ana Clara. Zé chama reunião geral com Z4 para contar a novidade.                                                                   |    |                                   |                      |                    |
| 22 | 22 | "Um Dia a Máscara Cai"            | 23 de agosto de 2018 | 122                |
| Zé descobre que perdeu a única solução que teria para salvar a Z4 da falência. Todos ajudam a procurar. Vídeo de Luca cantando Galopeira vaza na internet. Débora e Pâmela armam um plano para desmascarar Giovana e Felipe. Luca e Paulo brigam. Paulo sai da Z4. Felipe se acerta com Nardo, Marlon reclama do salário. Carlos cresce o olho sobre a indenização do contrato de Paulo com o Zé. Ramiro ajuda Paulo a sair da roubada em que se meteu. |    |                                   |                      |                    |
| 23 | 23 | "O Sonho Acabou"                  | 24 de agosto de 2018 | 123                |
| Zé chama reunião para anunciar o fim da Z4. Fátima explica para Zé tudo o que aconteceu com Paulo e seu pai. Zé aconselha meninos a seguirem carreira sem ele. Luca perdoa Paulo. Pâmela flerta com Ramiro. Luca tem ideia que pode salvar o grupo. Pâmela sai com Felipe, que diz poder salvar a Z4. |    |                                   |                      |                    |
| 24 | 24 | "O Plano Infalível"               | 27 de agosto de 2018 | 124                |
| Começa a campanha para o financiamento coletivo da Z4. Luca agita suas redes, Paulo e Rafael vão para a Oficina interagir com o público. Famílias colaboram. Compositores do RJ ligam para Zé, e denunciam Felipe. |    |                                   |                      |                    |
| 25 | 25 | "Um Baby a Mais"                  | 28 de agosto de 2018 | 125                |
| Felipe e Giovana são desmascarados no teatro, na frente da Z4. Marlon pede demissão. Pâmela dá sermão em Felipe. Ramiro fica mais admirado com Pâmela. Enzo se resolve com Paulo. Leva Jéssica para jantar com os pais e a apresenta como sua namorada. |    |                                   |                      |                    |
| 26 | 26 | "E o Show Vai Começar"            | 29 de agosto de 2018 | 126                |
| Acompanhe as emoções do último episódio da primeira temporada de Z4. |    |                                   |                      |                    |